# Stictonanus paucus
Espèce
Stictonanus paucus est une espèce d'araignées aranéomorphes de la famille des Linyphiidae.

## Distribution
Cette espèce est endémique de la région de Valparaiso au Chili,. Elle se rencontre à Las Palmas de Ocoa dans le parc national La Campana.

## Description
Le mâle holotype mesure 1,9 mm et les femelles de 1,65 à 2,2 mm.

## Publication originale
- Millidge, 1991 : Further linyphiid spiders (Araneae) from South America. Bulletin of the American Museum of Natural History, no 205, p. 1-199 (texte intégral).